# Tricoryne
Genre
Classification phylogénétique
Tricoryne est le nom d'un genre de plantes vivaces de la famille des  Hemerocallidaceae,. Toutes les espèces sont endémiques à l'Australie sauf une que l'on retrouve en Nouvelle-Guinée. En Australie, on les trouve dans tous les États continentaux sauf le Territoire du Nord.

## Liste d'espèces
Les principales espèces sont:
- Tricoryne anceps R.Br.
- Tricoryne corynothecoides Keighery
- Tricoryne elatior R.Br.
- Tricoryne humilis Endl.
- Tricoryne muricata Baker
- Tricoryne simplex R.Br.
- Tricoryne tenella R.Br.

Selon World Checklist of Selected Plant Families (WCSP) (10 juil. 2010) :
- Tricoryne anceps R.Br. (1810)
- Tricoryne corynothecoides Keighery (1986)
- Tricoryne elatior R.Br. (1810)
- Tricoryne humilis Endl. (1846)
- Tricoryne muricata Baker, J. Linn. Soc. (1876)
- Tricoryne platyptera Rchb.f. (1871)
- Tricoryne simplex R.Br. (1810)
- Tricoryne tenella R.Br. (1810)